# Chiesa cristiana congregazionale di Nauru

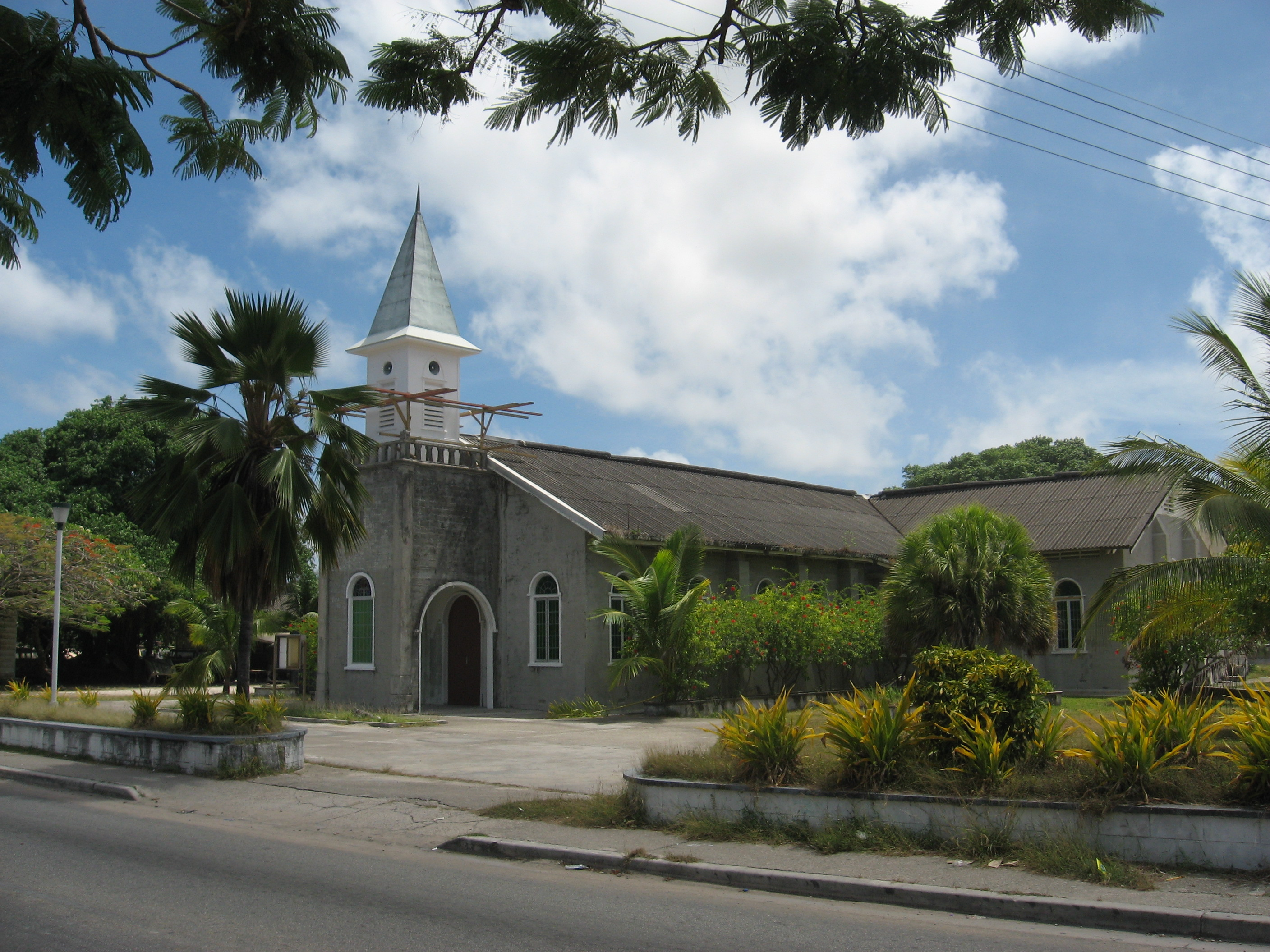
Chiesa per il culto congregazionale di Nauru, nel distretto di Aiwo

La Chiesa cristiana congregazionale di Nauru (NCC, dall'inglese Nauru Congregational Church) è una confessione religiosa protestante, la più grande dello Stato insulare oceaniano; nel 2021 ne erano membri 4 001 abitanti di Nauru, cioè il 34,3% della popolazione complessiva di 11 760 persone.
Questa chiesa ha sette congregazioni sull'isola di Nauru; ciascuna di esse è amministrata da un diacono. René Harris, ex presidente dell'isola, ha servito per un periodo come segretario generale della NCC.
Nel 2015, Wanda Joleen Hiram e Pastor Ruth Omodien Garabwan divennero le prime ministre di culto donne (nella fattispecie, pastori evangelici) a essere ordinate tali in questa Denominazione.